# Anna Karénine (mini-série, 2013)
Pour les articles homonymes, voir Anna Karénine (homonymie).
Anna Karénine est une mini-série historique italo-germano-espagnole en deux épisodes totalisant 200 minutes, réalisée par Christian Duguay et diffusée en Italie à partir du 2 décembre 2013 sur Rai 1.

## Fiche technique
Sauf indication contraire, les informations mentionnées dans cette section peuvent être confirmées par la base de données cinématographiques IMDb,  présente dans la section « Liens externes ».
- Titre original : Anna Karenina
- Titre français : Anna Karénine
- Réalisation : Christian Duguay
- Scénario : Francesco Arlanch, d'après Léon Tolstoï.
- Décors : Asta Urbonaite
- Costumes : Enrica Biscossi, Angelo Poretti
- Musique : Antongiulio Frulio, Jan A.P. Kaczmarek
- Photographie : Fabrizio Lucci
- Montage : David Yardley
- Producteurs : Luca Bernabei, Milda Leipute, Sara Melodia, Vincenzo Mosca, Piergiuseppe Serra
- Sociétés de production : Lux Vide, Nordic Productions, Pampa Production, Rai Fiction, Telecinco
- Pays de production :  Italie -  Allemagne -  Espagne
- Langue de tournage : italien
- Format : Couleur - 16/9 - Son stéréo
- Genre : drame historique
- Durée : 200 minutes (3h20)
- Date de diffusion sur Rai 1 :
  - Italie : 2 décembre 2013 et 3 décembre 2013
  - France : 1er janvier 2014

## Distribution
- Vittoria Puccini (VF : Karine Texier) : Anna Karénine
- Santiago Cabrera (VF : Alexis Victor) : le comte Alexis Kirillovitch Vronski
- Ángela Molina (VF : Blanche Ravalec) : la comtesse Vronska, la mère d'Alexis
- Benjamin Sadler (VF : Damien Boisseau) : Alexis Alexandrovitch Karénine
- Lou de Laâge : Kitty Stcherbatskï
- Max von Thun (VF : Damien Ferrette) : Constantin Dmitriévitch Lévine
- Carlotta Natoli : Daria Alexandrovna Oblonska, née Stcherbatski, dite « Dolly »
- Pietro Sermonti (it) (VF : Jérôme Pauwels) : Stépane Arkadiévitch Oblonski dit « Stiva »
- Léa Bosco : Betsy Tverskoïa
- María Castro : Mlle Varenka
- Patricia Vico : Lidia Ivanovna
- Sydne Rome : la princesse Stcherbatskï